# 조직 (생물학)

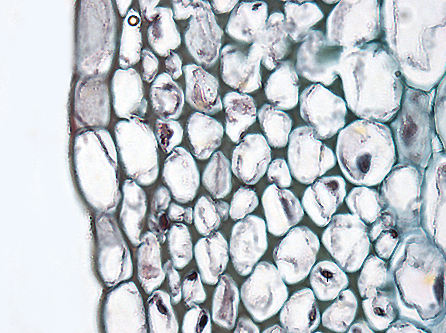
식물 후각조직 세포의 단면

조직(組織, tissue)은 생물학에서 장기 내에 존재하는 같은 종류의 세포 덩어리를 말한다. 조직은 생리학을 연구하는 데 중요한 한 단위가 된다. 세포는 너무 작아서, 일반적으로 분자생물학 연구에서는 조직단위로 인간이나 고등동물을 연구한다.

## 식물 조직
식물 세포는 핵, 세포벽 등 여러 가지 공통된 형질을 갖는다. 한편, 다세포의 식물체, 특히 관속 식물처럼 조직 분화가 현저한 식물체에서는 갖가지 형태나 성질을 가진 세포가 서로 기능적으로 분업하여 하나의 개체를 이루고 있다. 특정한 형태나 기능을 가진 세포가 모여 있는 세포의 집합을 '조직'이라고 한다. 이와 같이 어떤 기능을 가진 세포가 모이면, 그 기능이 더욱 잘 완수될 수 있다. 예를 들어, 물관의 세포는 연속적으로 배열된 긴 관의 형태로 존재하므로, 물이 능률적으로 잘 통과할 수 있다. 뿌리털은 적당한 간격을 두고 뿌리의 표면에 분포하여 표면적을 넓힘으로써, 물을 능률적으로 흡수하는 경우와 세포가 적당한 간격을 두고 분산해 있는 경우가 있다. 식물의 조직들은 크게 세 조직계(tissue system)으로 분류할 수 있는데, 각각 다음과 같다.
- 표피 조직계
- 관다발 조직계
- 기본 조직계

또는 분열 여부를 가지고 다음과 같이 구분하기도 한다.
- 분열조직
- 영구조직

## 영구 조직
일반적으로 세포 조직은 모두 분열 조직의 활동에 의해 만들어지는데, 대부분은 스스로 다시 분열하는 일이 없다. 이런 조직을 '영구 조직'이라고 하며, 식물체의 대부분을 차지한다. 그러나 이른바 영구 조직의 세포에서도 잠재적으로는 분열 능력을 가진 것이 매우 많기 때문에, 최근에는 영구 조직이라는 용어를 거의 쓰지 않고 있다.

## 같이 보기
- 종
- 유전체
- 조직체학
- 해부학